# RPG Maker
RPG Maker (яп. RPG ツ ク ー ル) — це серія комп'ютерних програм, призначених для створення двовимірних рольових відеоігор. Передусім це ігри жанру JRPG, але RPG Maker пізніших версій дозволяють створювати й ігри інших жанрів.
За межами Японії програми серії видаються під назвою RPG Maker, тоді як в самій Японії використовувалася оригінальна назва ツ ク ー ル.

## Історія
RPG Tsukūru Dante 98 — перша версія, що була випущена 17 грудня 1992 року для платформи NEC PC-9801, хоча починаючи з 1988 року вже існувало кілька програм для створення RPG від ASCII. Поширювалася на двох дискетах разом з книгою-посібником.
RPG Maker 95 був першим у серії інструментом RPG Maker для Microsoft Windows. Незважаючи на ранню версію, RPG Maker 95 мала більшу роздільність екрану, спрайтів і тайлів, ніж наступні кілька версій. 31 березня 1995 вийшла заснована на ній RPG Maker Super Dante (яп. RPG ツ ク ー ル SUPER DANTE) для платформи Super Nintendo Entertainment System (SNES). У програму входило багато зображень монстрів, почасти продубльовані в іншому кольорі. Поширювалася ця версія на картриджах.
RPG Maker 2000 (також відома як RM2k) була другим релізом RPG Maker для Microsoft Windows, що широко використовується і досі. На відміну від RPG Maker 95, яка використовувати тільки один «набір» листів спрайтів, RPG Maker 2000 могла використовувати необмежену кількість листів з різними розмірами кожного. Аналогічно необмежені набори спрайтів. Насправді максимальна кількість листів все ж має поріг — 5000, але його можна підняти неофіційним патчем. Програма дозволяє створювати ігри в роздільній здатності 320x240. Також додалося накладання додаткових шарів панорами і туману. Задні фони битв тепер змінювалися автоматично, відповідно до тайлу місцевості.
RPG Maker 2003 (також звана RM2k3, а іноді RM2k / 3) є вдосконаленою RM2k. Створені в RM2k ігри можуть бути перенесені на RM2k3 (але не назад), і більшість ресурсів є взаємозамінними. Основна відмінність полягає в запровадження бойової системи з виглядом з боку, як у іграх серії Final Fantasy. Це була перша версія розроблена Enterbrain, яка раніше була частиною компанії ASCII.
RPG Maker XP (також називається RMXP) є першою RPG Maker, яка може використовувати мову програмування Ruby, що робить її більш потужною. Тим не менш, багато функцій, присутніх в RM2k (3) були видалені. Більшість з цих функцій, однак, були згодом переписані на Ruby, і поширюються в Інтернеті. RMXP працює з роздільністю 1024x768 (створені ігри в 640x480). Крім того, вона забезпечує користувачеві більший контроль над розміром спрайта (не існує спеціального регулювання розміру зображень для листів спрайтів) та іншими аспектами ігрового дизайну. У RPG Maker XP (і тільки в ній) було введено чотирикадрове розкадрування анімації персонажів замість трикадрової. XP використовує вид спереду у битвах, без фонів битв (англ. Battlebacks). Грабельні персонажі і вороги мають статичні спрайти. RPG Maker XP підтримує формати музики MP3 і OGG без сторонніх патчів. З 13 грудня 2013 року програма доступна в Steam.
RPG Maker VX (також відома як RMVX) — японська версія, видана в Америці 29 лютого 2008 року. Було перероблено інтерфейс задля більшої зручності. Частота кадрів була збільшена до 60 кадрів на секунду, забезпечуючи набагато плавнішу анімацію в порівнянні з 40 кадрів в RMXP. Мова програмування Ruby стала надавати відпочатку більше свободи в діях. Програма включає набір готових ресурсів, як спрайти героїв і противників.
RPG Maker VX Ace (також відома як VXAce або Ace) — програма була випущена в Японії на компакт-диску і для цифрової дистрибуції 15 грудня 2011. В Сполучених Штатах програма доступна з 15 березня 2012 тільки через Інтернет. Згодом вона вийшла в Steam. Були введені фони в битвах, розділені на верхню і нижню половини по 580x444 пікселів. Шари «підлоги» і «стіни» таким чином можуть утворювати різноманітні локації. Заклинання, навички і предмети можуть мати власні формули дії для кожного. Були додані такі функції як контратака і відбиття магії. В RPG Maker VX Ace повернулася можливість використовувати декілька тайлсетів для своєї гри, видалена в попередній версії. У редактор вбудовано генератор персонажів, де користувач може скласти персонажа з доступних частин тіла. В VX Ace можна програвати відеовставки формату Ogg Theora.
RPG Maker MV — випущена в 2015 році, ця версія отримала підтримку багатоплатформовості. Вона дозволяє створювати ігри для Windows, Mac Os, Android, iOS і браузерні ігри (HTML5). Кількість підтримуваних ігрових елементів одного типу (зброї, броні і т.п.), порівняно з VX Ace, збільшилася вдічі, до майже 2000. В RPG Maker MV стало можливим обирати вигляд боїв: спереду або збоку. Додалася можливість будувати карти з чотирьох шарів тайлів, що збагачує їхній вигляд і надає більше можливостей для ігрового процесу. Роздільність зросла до 816x624 пікселів. Ця версія використовує мову Javascript, що дозволяє легко внести такі зміни, як розташування елементів інтерфейсу. Відпочатку RPG Maker MV має набір ресурсів науково-фантастичної тематики, а не лише фентезійної, які використовують більшість JRPG.

## Можливості
RPG Maker націлена на використання аматорами. Програма розрахована перш за все на розробку фентезійних рольових ігор, проте користувачі можуть зробити і зовсім відмінні. У кожного проекту гри існує база даних, за замовчуванням заповнена різними даними, організованими у вигляді масивів:
- атрибути керованих гравцем персонажів (зовнішній вигляд, характеристики, спорядження);
- навички персонажів (спеціальні вміння, магія);
- атрибути ворожих персонажів (зовнішній вигляд, характеристики, атаки);
- статуси персонажів та їх вплив (посилені, налякані, отруєні, сонні);
- внутрішньоігрові предмети (зброя, броня, ліки, сюжетно значущі речі);
- анімації (ефекти або заставки, використовувані в грі);
- тайли («плитки» текстур) і фони;
- системні налаштування проекту.

Взаємодія гравця з ігровим світом організовується за допомогою ігрових подій — «івентів» (від англ. Event — подія). Події являють собою області ігрового простору, яким призначаються набори команд, які змінюють ігрову обстановку при спрацьовуванні за певних умов: переміщують персонажів і внутрішньоігрові предмети, які змінюють атрибути персонажів (характеристики, навички, спорядження), модифікують ігрове середовище (погоду в ігровому світі), які викликають спеціальні ігрові екрани (битва, магазин, готель, особа персонажа), які міняють колір екрану, фонову музику, виводять текст та ін. Доступне також сценарне програмування гри за допомогою вбудованої системи змінних, циклів і умов. Це дозволяє створити власну бойову систему або меню замість стандартних.
До RPG Maker можна завантажувати власні ресурси, як створені розробниками програми, так і користувацькі.

## Основні ігри, створені в RPG Maker
- OFF
- To the Moon
- Серія LISA
- Free Spirits
- Yume Nikki[8]